# 558 هـ
558 هـ هي سنة في التقويم الهجري امتدت مقابلةً في التقويم الميلادي بين سنتي 1162 و1163.

## مواليد
- الصالح إسماعيل
- يحيى بن يوسف الصرصري
- محي الدين بن عربي في الأندلس في شهر رمضان.
- أبو عبد الله بن اللحام اللخمي
- ابن الأثير الكاتب
- العلم السخاوي

## وفيات
- بالدوين الثالث
- عبد المؤمن بن علي الكومي